# 北巴比倫 (紐約州)
北巴比倫（英語：North Babylon）是位於美國紐約州薩福克縣的普查規定居民點。

## 人口
根據2020年美國人口普查的數據，北巴比倫的面積為8.65平方千米，當中陸地面積為8.54平方千米，而水域面積為0.11平方千米。當地共有人口17927人，而人口密度為每平方千米2,072.49人。